# أستريد ويليامسون
أستريد ويليامسون (بالإنجليزية: Astrid Williamson)‏ هي موسيقية ومغنية وكاتبة غنائية بريطانية، ولدت في 28 نوفمبر 1971 في Shetland (Scottish Parliament constituency) ‏ في المملكة المتحدة.

## وصلات خارجية
- الموقع الرسمي
- أستريد ويليامسون على موقع IMDb (الإنجليزية)
- أستريد ويليامسون على موقع ميوزك برينز (الإنجليزية)
- أستريد ويليامسون على موقع أول ميوزيك (الإنجليزية)
- أستريد ويليامسون على موقع ديسكوغز (الإنجليزية)